# Andy & Lucas
Andy & Lucas és un duet musical format per Andrés Morales i Lucas González. Andrés Morales va néixer el 4 d'abril de 1982 i Lucas González el 28 de setembre de 1982, des de petits ja es coneixien, es van criar junts el barri de la Laguna de Cadis. Van anar al col·legi junts, i també van estudiar junts per administratius abans de dedicar-se al món de la música. Quan no eren famosos van començar a cantar per tots el bars de Cadis. El 2003, quan encara no els coneixia ningú Jesús Quintero els va fer una entrevista al seu programa Ratones Coloraos, per això el primer disc que van treure li van dedicar la cançó «Ratoncitos Colorados».

## Discografia
El 27 de maig de 2003 van editar el seu primer àlbum Andy & Lucas amb tretze cançons, i el seu senzill “Són d'amors” es va convertir en l'èxit de l'estiu. Van vendre més de 500.000 còpies i el 16 de març de 2004 la seva àlbum es va editar a Mèxic, Argentina, EUA, Xile, Costa Rica, Colòmbia, Veneçuela, Perú i Equador.
Aquest senzill va ser un gran èxit en tota Llatinoamèrica, i va aconseguir el número u de la prestigiosa llista Hot Latin Tracks de la revista americana Billboard.1.
El 30 de novembre de 2004 van editar el seu segon àlbum Desde mi barrio, amb tretze noves cançons compostes per Lucas, excepte "Madre" que va suposar el debut d'Andy com a compositor.
Amb més de 1.000.000 de còpies venudes dels seus anteriors treballs i amb onze discos de platí a les seves vitrines, el 27 de febrer de 2007 van tornar Andy i Lucas amb el seu tercer àlbum Ganes de viure, dotze cançons de les quals set estan compostes per Lucas i cinc per Andy. El 2012 treuen el seu nou single anomenat El ritmo de las olas.
- «Andy y Lucas» (2003) conté 13 cançons.
- «En su salsa» (2004) conté 11 cançons.
- «Desde mi barrio». Andy i Lucas (2004) conté 19 cançons.
- «¿Qué no? ¡Anda que no!» (2005) conté 8 cançons.
- «Ganas de vivir» (2007) conté 12 cançons.
- «Con los pies en la tierra» (2008) conté 12 cançons.
- «Pido la palabra» (2010) conté 15 cançons.
- «El ritmo de las olas» (2012) conté 13 cançons.

## Col·laboracions
- La llama del amor - Chonchi Heredia (amb Andy i Lucas) – 2003
- No entiendo - Belinda (amb Andy i Lucas) – 2004
- Y ese niño - Melody (amb Andy i Lucas) – 2005
- Mi alma (No quiere dinero) - Haze (amb Andy i Lucas) – 2005
- Campo de la bota - Los Chichos (amb Andy i Lucas) – 2008
- No me mientas más - La Húngara (amb Andy) – 2009
- Pido la palabra - Andy i lucas (amb Diana Navarro) – 2010
- Casi melancólico - Hugo Salazar (amb Andy & Lucas) - 2012
- Un bonito final - Los Rebujitos (amb Andy & Lucas)- 2012